# L'Académie des muses
Pour plus de détails, voir Fiche technique et Distribution.
L'Académie des muses (titre original : La Academia de las musas) est un film espagnol de José Luis Guerín sorti en 2015.

## Synopsis
À travers ses cours, Raffaele, un philologue, enseigne l'importance de la poésie et des Muses dans la naissance du désir et de l'érotisme. Cependant, « cherche-t-il à émanciper » ses élèves « ou bien à trouver, dans la libération de leur sexualité, une invitation à exercer son narcissisme et son propre désir ? »

## Fiche technique
- Titre original : La Academia de las musas
- Réalisation, scénario, photographie et montage : José Luis Guerín -
- Son : Amanda Villavieja
- Production : PC Guerín et Los Films de Orfeo
- Pays de production :  Espagne
- Durée : 92 minutes
- Date de sortie :
  - Espagne : 2015
  - France : 13 avril 2016

## Distribution
Les noms des interprètes sont ceux des personnages :
- Raffaele Pinto
- Emanuela Forgetta
- Rosa Delor Muns
- Mireia Iniesta
- Patricia Gil
- Carolina Llacher
- Juan Rubiño
- Giulia Fedrigo
- Giovanni Masia
- Gavino Fedrigo

## Commentaires
- « Vagabondage philosophique libérateur où la parole n'est plus un carcan mais le premier pas vers l'apprentissage de la légèreté. »[2]
- « Guerín n'est pas Éric Rohmer, chez qui chacun s'efforce d'expliquer sa conduite. Ici chacun l'enrobe d'une épaisseur variable de théories. Cette puissance d'invention et de dissimulation fait le charme du film, parce que les événements y surgissent toujours par surprise : il faut se contenter de savoir que quelque malentendu, quelque impatience devant le bavardage, quelque illusion de vérité partagée les a causés. »[3]